# Leucascidae
Leucascidae é uma família de esponjas marinhas da ordem Clathrinida.

## Gêneros
- Ascaltis Haeckel, 1872
- Leucascus Dendy, 1892